# Nymaanen
Nymaanen er en amerikansk stumfilm fra 1919 af Chester Withey.

## Medvirkende
- Norma Talmadge som Marie Pavlovna
- Pedro de Cordoba som Michail Koloyar
- Charles K. Gerrard som Theo Kameneff
- Stuart Holmes som Orel Kosloff
- Marc McDermott som Vasili Lazoff